# إدوارد نوردن
إدوارد نوردن (21 سبتمبر 1868 - 13 يوليو 1941) (بالألمانية: Eduard Norden) عالم لغوي كلاسيكي ومؤرخ ديني ألماني.
عندما حصل على شهادة الدكتوراه الفخرية من جامعة هارفارد، أشار جيمس كونانت إلى أنّ نوردن هو «أشهر لاتيني في العالم».